# Charles Kohl

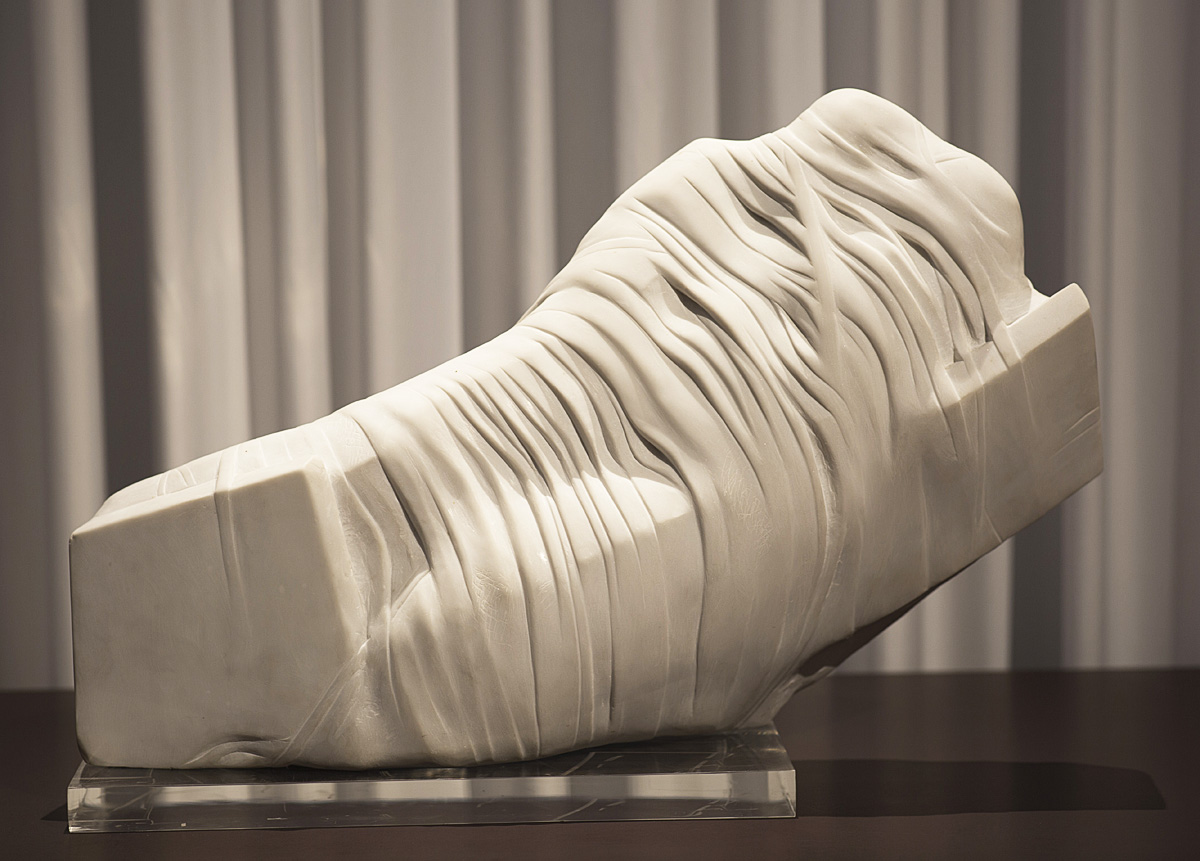
Escultura en marbre anomenada "Formes drapées" de 1983.

Charles Kohl (Rodange, 29 d'abril de 1929- ?, 3 de gener de 2016) fou un pintor i escultor luxemburguès. Va aconseguir en dues ocasions el Prix Grand-Duc Adolphe: l'any 1956 amb Frantz Kinnen i l'any 1962 amb Ben Heyart.

## Obres
- Relleus exteriors del Museu Nacional de la Resistència a Esch-sur-Alzette
- Estàtua actual a Johannes Bertelius sobre el pont vell d'Echternach